# NGC 5800
NGC 5800 је расејано звездано јато у сазвежђу Вук које се налази на NGC листи објеката дубоког неба.
Деклинација објекта је - 51° 55' 6" а ректасцензија 15h 1m 47,8s. Привидна величина (магнитуда) објекта NGC 5800 износи 13,4 а фотографска магнитуда 8,0. NGC 5800 је још познат и под ознакама ESO 223-SC11, *Grp ?.